# Рофе-Бекетов Федір Семенович
Рофе-Бекетов Федір Семенович (нар. 24 грудня 1932, Харків, Українська РСР, СРСР — пом. 28 квітня 2022, Прага, Чехія)  — український науковець, математик, викладач, доктор фізико-математичних наук (1987), професор.

## Біографія
Народився в родині Алчевських-Бекетових. Пережив німецьку окупацію міста.
Закінчив середню школу у Харкові, а згодом фізико-математичний факультет Харківського університету у 1955 р., аспірант кафедри математичної фізики  (керівник — академік Марченко В.О.,1958). Кандидат наук (1962). Асистент Харківського політехнічного інституту (1958—1962). З 1962 року співробітник Фізико-технічного інституту низьких температур АН УРСР. Провідний науковий співробітник  відділу математичної фізики Фізико-технічного інституту низьких температур ім. Б. І. Вєркіна Національної академії наук України  (01.08.1989 -20.03.2015 рр), згодом головний науковий співробітник. Член Вченої Ради установи Професор Харківського національного університету ім. В. Н. Каразіна. 
Помер наприкінці квітня 2022 року в Празі на 90-му році життя. Урна з прахом Ф.С. Рофе-Бекетова на початку червня 2023 року була похована на   Харківському міському кладовищі № 2  поруч з членами його родини 

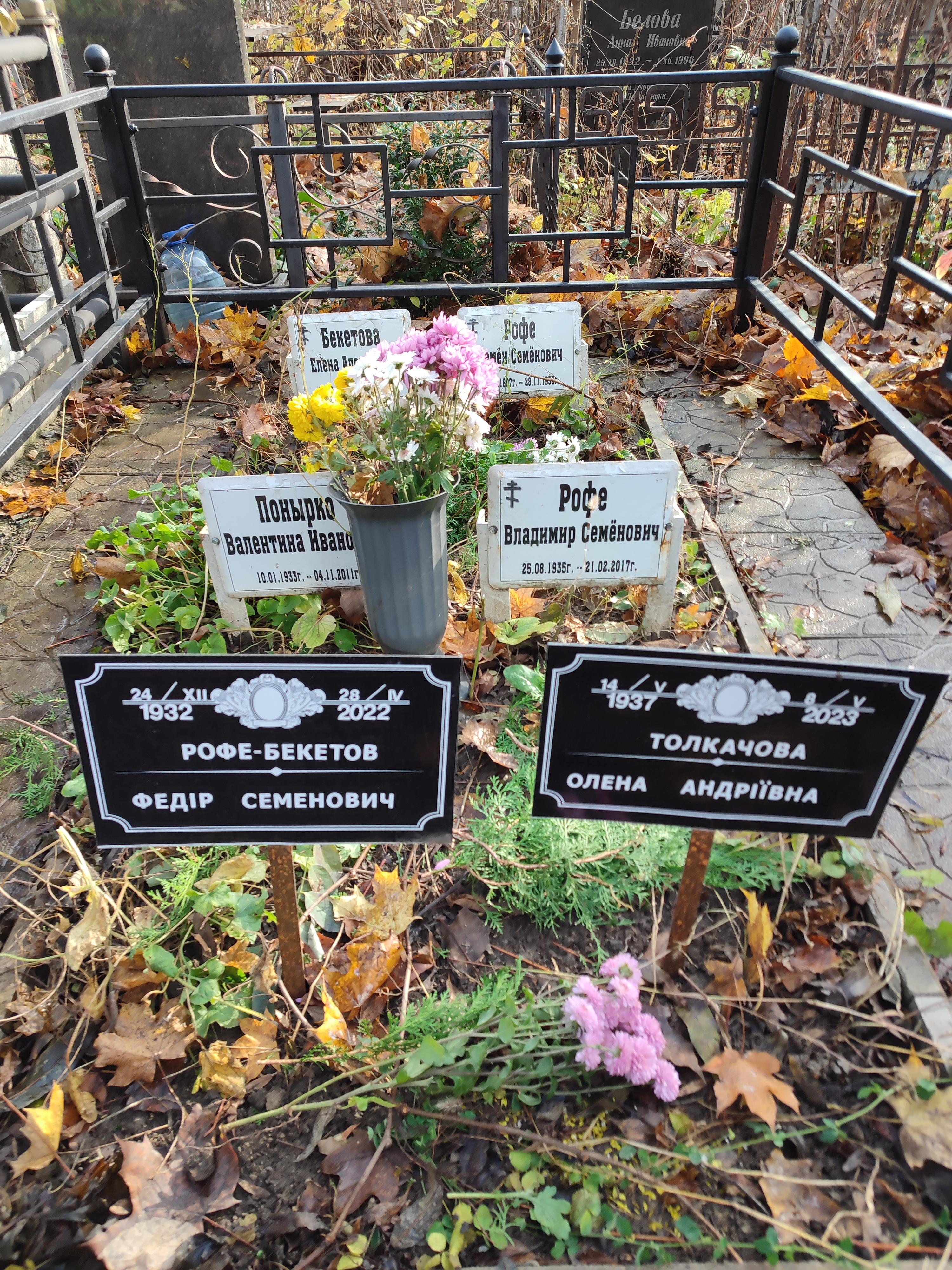
Поховання Ф.С. Рофе-Бекетова та членів його родини на Харківському міському кладовищі № 2. Світлина DKM med.

## Наукові інтереси
Питання спектрального аналізу для операторних диференціальних рівнянь другого порядку, бінарних відносин у теорії розширень операторів, нескінченних систем диференціальних рівнянь довільного порядку (спільно з Холькіним О. М.), розробка осцилляційної теорії для еліптичних операторів (разом з Холькіним О. М., Брусенцевим О. Г., спільно з Х. Кальфом). Рофе-Бекетовим розроблено теорію розсіювання на високосингулярних потенціалах (спільно з Є. Х. Христовим), вирішені обернені завдання розсіювання для деяких класів несамоспряжених систем (спільно з Є. І. Бондаренком). Автор робот з теорії резольвентної збіжності та узагальнення методу фазових функцій.

## Науковий доробок
Співавтор понад 80 праць, 2 монографій. Керівник 6 кандидатських дисертацій, 1 докторська дисертація захищена аспірантом Є. Х. Христовим (Болгарія). Член редколегій двох математичних журналів, член математичного товариства.

## Наукові праці
- Рофе–Бекетов Ф. С. Разложение по собственным функциям бесконечных систем дифференциальных уравнений в несамосопряженном и самосопряженном случаях // Матем. сборник. — 1960. — Т. 51(3). — С. 293–342.
- Rofe–Beketov F. S. Deficiency indices and properties of spectrum of some classes of differential operators // Lecture Notes in Math., (Spectral theory and differential equations), 1975, 448, 273—293.
- Rofe–Beketov F. S. The inverse Sturm–Liouville problem for the spectral matrix on the whole axis and associated problems // Pitman Research Notes in Math. Series 235. Longman Sci. and Techn. (Integral Equations and Inverse Problems, Ed. V. Petkov and R. Lazarov). 1991, 234—238.
- Рофе-Бекетов Ф. С., Холькин А. М. Спектральный анализ дифференциальных операторов. Связь спектральных и осцилляционных свойств. (С предисловием акад. В. А. Марченко). — Мариуполь : НАН Украины. Физ.-техн. ин-т низ. температур им. Б.И.Веркина, 2001. — 331 с.
- Рофе-Бекетов Ф. С. Теоретико-операторное доказательство теоремы Арнольда о перемежаемости и ее обобщение // Мат. физика, анализ, геометрия. — 2005. — Т. 12, № 1. — С. 119-125. Архівовано з джерела 5 листопада 2021. Процитовано 5 листопада 2021.
- Рофе-Бекетов Ф. С., Холькин А. М. Теоремы типа Штурма для дифференциальных уравнений с операторными коэффициентами // Вісн. Приазов. держ. техн. ун-ту. — 2005. — Вип. 15. — С. 248-253. Архівовано з джерела 18 грудня 2021. Процитовано 18 грудня 2021.
- A. M. Kholkin, F. S. Rofe-Beketov, «On Spectrum of Differential Operator with Block-Triangular Matrix Coefficients», Журн. матем. физ., анал., геом., 10:1 (2014),  44–63[10]

## Нагороди
- Лауреат Премії НАН України імені М. В. Остроградського (за цикл робіт «Спектральна теорія операторів математичної фізики») (2005) спільно з Березанським Ю. М. та Нижником Л. П.
- Відзнака НАН України та нагрудний знак «За підготовку наукової зміни»

## Родина
Онук академіка архітектури Бекетова Олексія Миколайовича, батько Рофе-Бекетової О. Ф.

## Особистість
З дитинства захоплювався математикою та малюванням, початкові уроки якого йому надав його дід. Важко пережив його втрату у 1941 році. Завзятий шанувальник історії, архітектури, поезії, музики, театру, літератури, французької мови. Член журі міжнародного конкурсу вокалістів імені Алчевського Івана.
Рофе-Бекетов не тільки автор спогадів щодо своєї родини, а й про alma mater та директора ФТІНТ академіка Вєркіна Б. І.